# Weiland (Buchhandel)

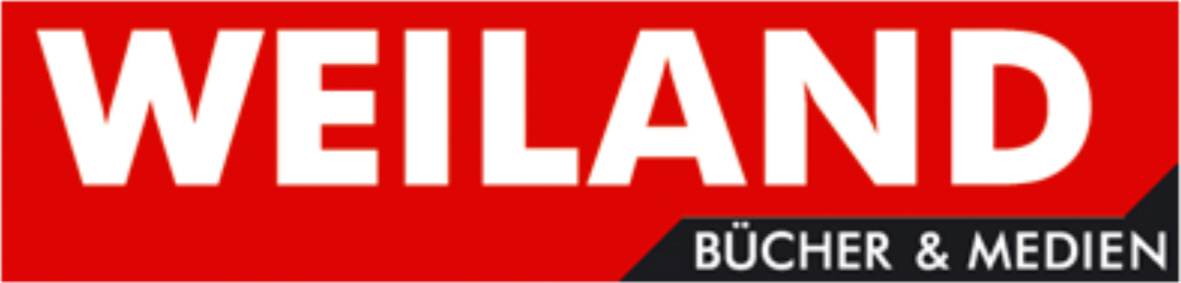
Letztes Firmenlogo

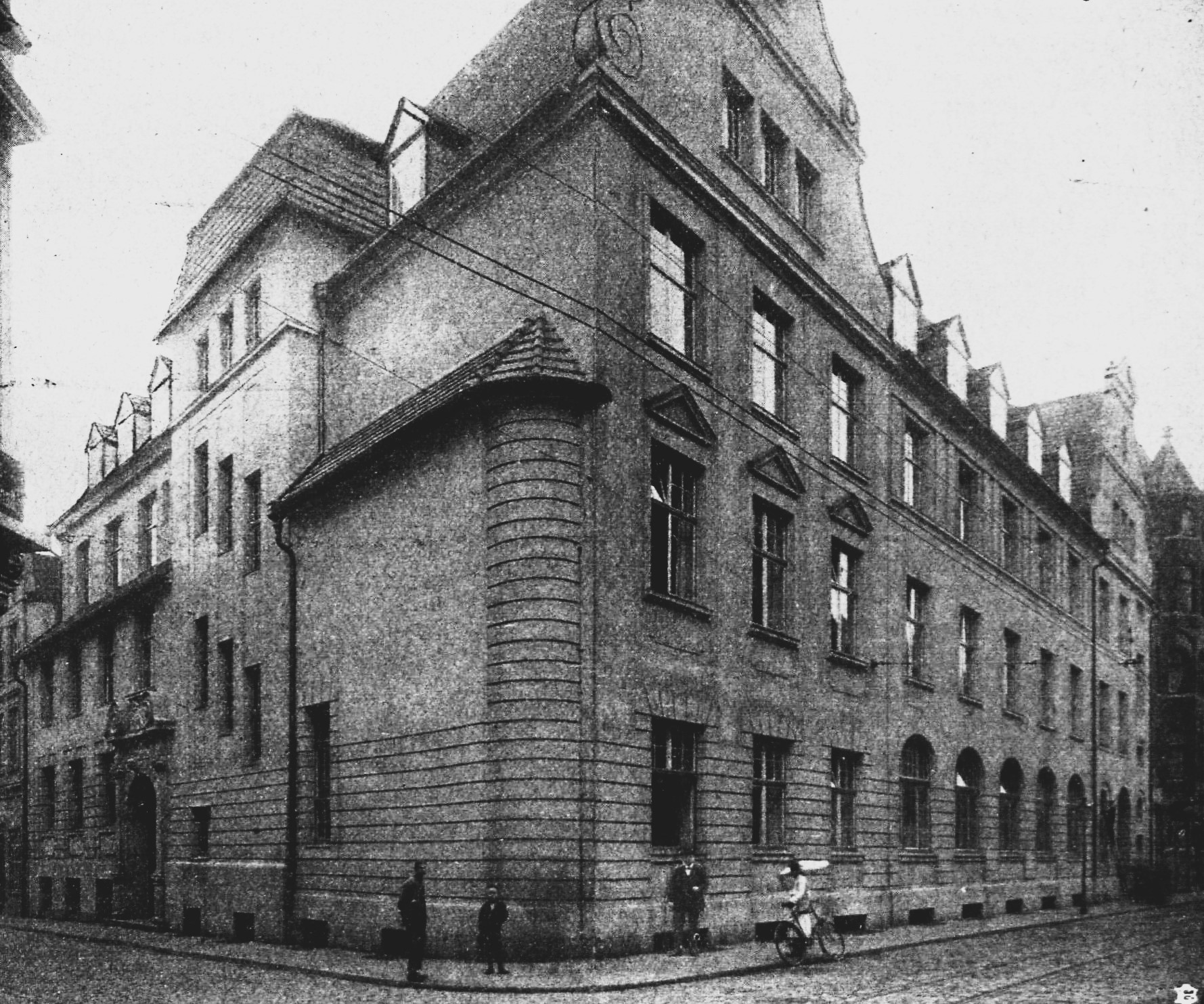
Geschäftshaus von Hugendubel (ehem. Weiland) in Lübeck 1908

Die Gustav Weiland Nachf. GmbH war ein Buchhandels-Filialunternehmen mit Hauptsitz in Lübeck im Haus der ehemaligen Steuerbehörde in der Fleischhauerstraße 20.
Das Unternehmen wurde 1845 von Johannes Carstens in Lübeck gegründet. Der Namensgeber Gustav Weiland übernahm die Buchhandlung 1873. 2007 hatte das bis dahin inhabergeführte Unternehmen 33 Filialen im norddeutschen Raum.
Gesellschafter mit einem Anteil von 50,1 Prozent war seit 2007 die DBH Buchhandelsgesellschaft, ein gemeinsames Unternehmen von Hugendubel und Weltbild und größte Buchhandelskette in Deutschland vor der Thalia-Gruppe. Die Übernahme durch die DBH Buchhandelsgesellschaft bedurfte der Genehmigung durch das Bundeskartellamt. Die DBH Buchhandelsgesellschaft hat nach Übernahme der Karstadt-Buchhandlungen im Oktober 2007 inzwischen mehr als 500 Filialen. Die weiteren Gesellschaftsanteile an der Gustav Weiland Nachf. GmbH hielt die Lübecker Familie Hamkens. Geschäftsführer blieb nach wie vor Henning Hamkens.
Anfang 2008 übernahm die Weiland GmbH & Co. KG das in Cottbus beheimatete HERON Buchhaus mit den dazugehörenden neun Filialen in Südbrandenburg und Nordsachsen und zum 15. Oktober 2008 die Buchhandlung Dawartz in Kiel, nachdem 1977 schon die Kieler Universitätsbuchhandlung Mühlau von Waltraud Hunke übernommen worden war.
Im April 2012 wurde bekannt, dass die DBH Weiland komplett übernehmen werde und die Weiland-, HERON- und Deuerlich-Geschäfte zum November 2012 in Hugendubel umbenannt würden. Die Weiland-Zentrale in Lübeck werde in die Hugendubel-Zentrale nach München eingegliedert. Geschäftsführer Henning Hamkens schied zum Ende 2012 aus dem Unternehmen aus.